# IC 1101
IC 1101 é uma galáxia elíptica supergigante no centro do aglomerado de galáxias Abell 2029. Ela é classificada como uma galáxia cD (é um tipo de galáxia elíptica caracterizada por seu grande halo de estrelas). Está a 1 bilhão de anos-luz de distância, na constelação de Serpens. Esta galáxia tem um diâmetro de aproximadamente 6 milhões de anos-luz, e é atualmente (desde 2011) a maior galáxia conhecida em termos de largura. Acredita-se que contenha até 100 trilhões de estrelas, em comparação com nossa galáxia estimada em 300 bilhões de estrelas, ou a Andrômeda estimada em 1 trilhão. Se estivesse no lugar da nossa galáxia, engoliria a Grande Nuvem de Magalhães, a Pequena Nuvem de Magalhães, a Galáxia de Andrômeda e a Galáxia do Triângulo.